# Snodhill Castle
Snodhill Castle är en medeltida borgruin i civil parish Peterchurch i England. Den ligger i grevskapet Herefordshire, 18 km väster om Hereford. Den är kulturminnesmärkt (Grade II* listed building) sedan 1949.